# Hanau (Adelsgeschlecht)

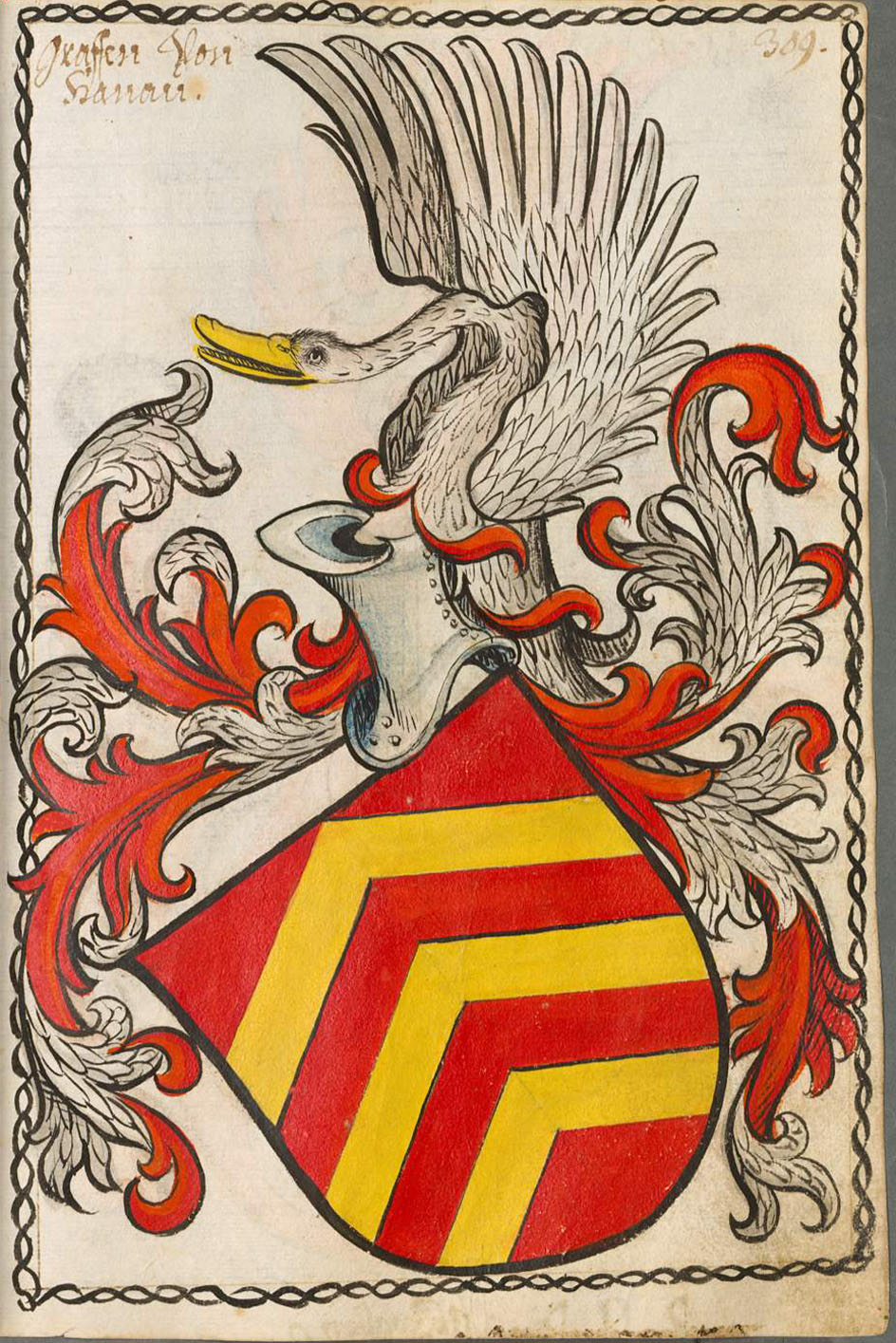
Wappen der Grafen von Hanau
Scheiblersches Wappenbuch
1450–1480

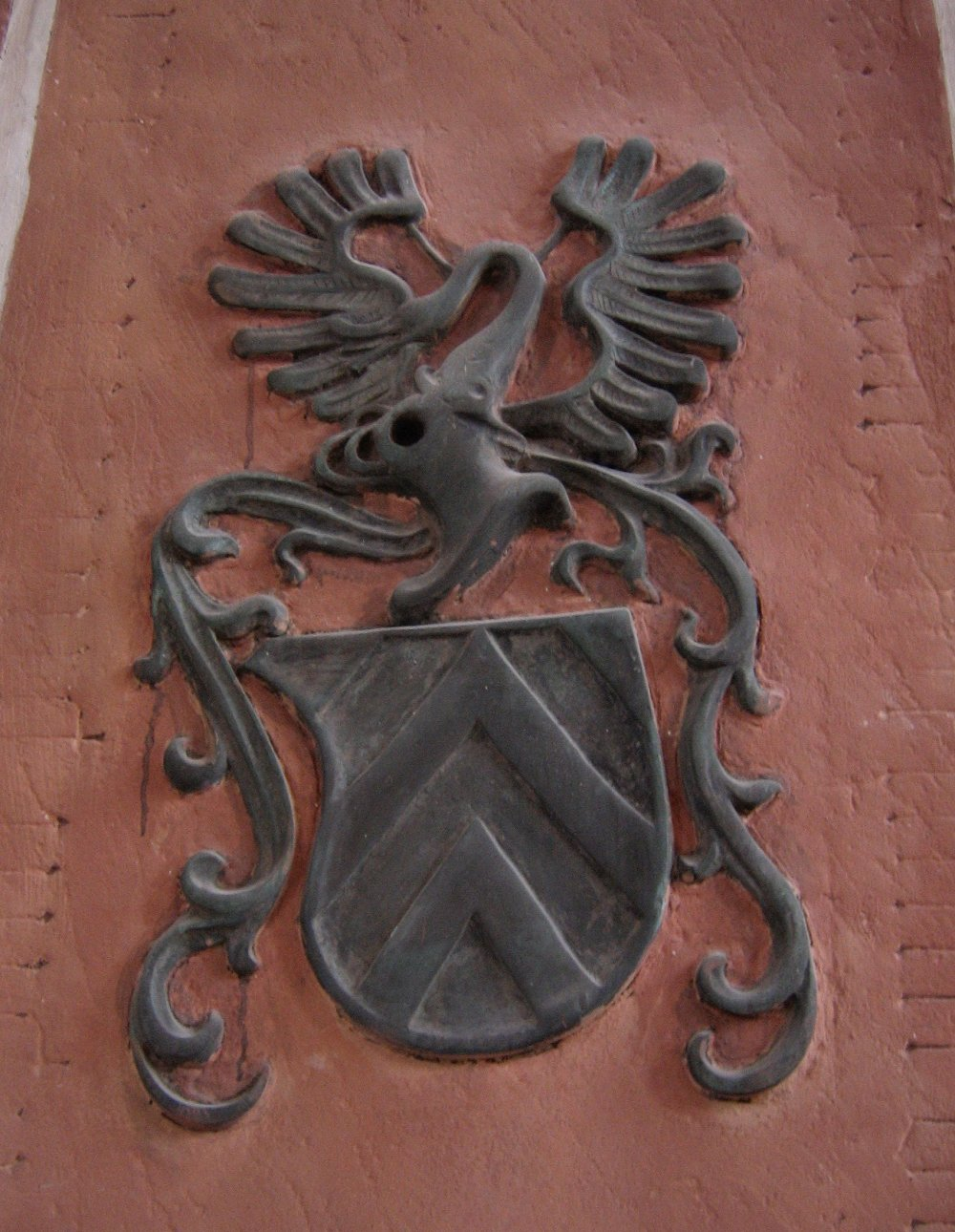
Wappen des ersten Hanauer Grafen, Reinhard II., auf seiner Grabplatte in der Marienkirche in Hanau

Die Familie der Herren und Grafen von Hanau waren ein Adelsgeschlecht, das vom 13. Jahrhundert bis 1736 zunächst in der Herrschaft Hanau regierte, die 1255 durch das Erbe eines Teils der Herrschaft Hagen-Münzenberg erweitert wurde. 1429 wurde die Herrschaft zur Grafschaft Hanau erhoben, die sich zwischen Taunus, Spessart und Odenwald erstreckte. Durch eine Landesteilung 1458 teilte sich das Geschlecht in die Linien Münzenberg und Babenhausen, letztere erbte 1473 von den Herren von Lichtenberg die elsässische Herrschaft Lichtenberg. Daraus entstanden die beiden reichsunmittelbaren Grafschaften Hanau-Münzenberg und Hanau-Lichtenberg. 1612 fiel die reformierte Grafschaft Hanau-Münzenberg an die lutherische Linie Hanau-Lichtenberg. 1736 ist das Geschlecht erloschen. Nach dem Aussterben der Grafen von Hanau fiel der Münzenberger Landesteil an die Landgrafschaft Hessen-Kassel, der Lichtenberger an die Landgrafschaft Hessen-Darmstadt.
Der Titel Fürst von Hanau wurde 1853 an eine morganatische Linie des Hauses Hessen-Kassel verliehen; die Familie der Fürsten von Hanau zu Hořowice besteht bis heute. Siehe Abschnitt unten: Fürsten von Hanau.

## Grundlagen

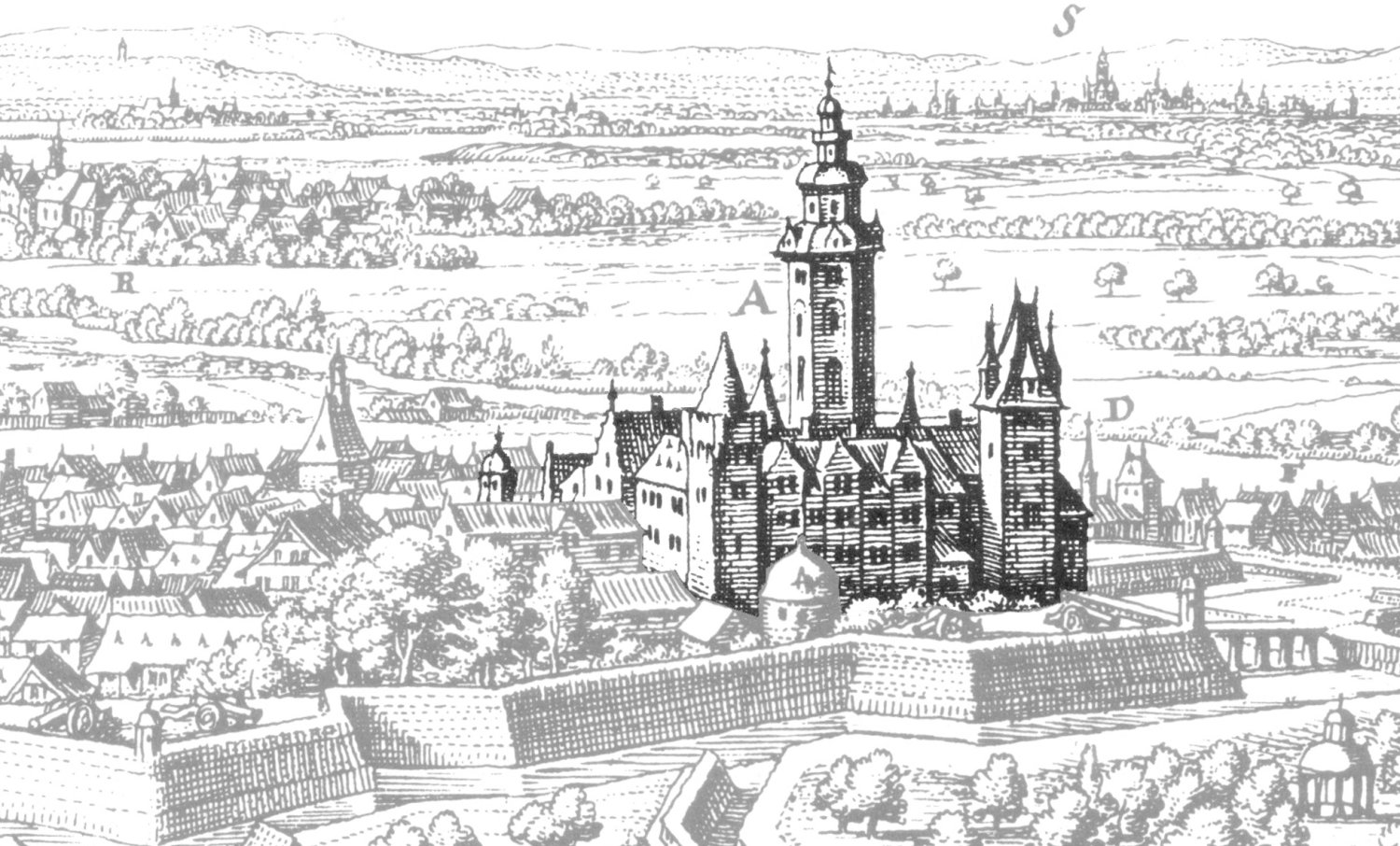
Das Stadtschloss Hanau (1632)

Sie geboten über ein Territorium, das in zwei großen Agglomerationen verteilt war: Die Grafschaft Hanau-Münzenberg erstreckte sich vom Fuß des Taunus bis in den östlichen Spessart und von (Bad) Nauheim bis an den nördlichen Rand des Odenwaldes. 
Die Grafschaft Hanau-Lichtenberg bestand aus dem Amt Babenhausen („Untere Grafschaft“) nördlich des Odenwaldes sowie der historischen Herrschaft Lichtenberg („Obere Grafschaft“) im nördlichen Elsass, bestehend aus 13 Orten und Städten sowie den Vogteirechten über zahlreiche Klöster. 
Die Herrschaft Hanau wurde 1429 zur Grafschaft erhoben. Versuche im 17./18. Jahrhundert, Fürstentum zu werden, wurden bald aufgegeben. 1736 starb das Grafenhaus aus. Der Hanau-Münzenberger Landesteil fiel aufgrund eines Erbvertrages an Hessen-Kassel, der Hanau-Lichtenberger Landesteil aufgrund der Ehe der Tochter des letzten Hanauer Grafen an Hessen-Darmstadt.
Im 19. Jahrhundert verlieh Kurfürst Friedrich Wilhelm I. von Hessen-Kassel seiner nicht standesgemäßen Gattin und ihren Nachkommen den Titel einer Fürstin bzw. eines Fürsten von Hanau. Die Herrschaft über ein Territorium war damit jedoch nicht verbunden. (Siehe unten: Fürsten von Hanau).

## Herren

### Buchen
In Urkunden des Mainzer Erzbischofs tauchen seit 1122 mehrere „Grafen“ als Zeugen auf, die sich nach einer Burg „von Buchen“ nennen. Zunächst ein Dammo von Buchen, später auch sein Bruder Siegebodo. Dammo ist in den nächsten 13 Jahren sechsmal als Zeuge Mainzer Urkunden überliefert, sein Bruder innerhalb eines Jahres sogar dreimal. Im Zusammenhang mit diesen Beurkundungen wird auch die Burg Hanau als dieser Familie gehörend erwähnt. Nach 1144 verschwindet der vorher geführte Grafentitel. Nach 1175 ist die Familie nicht mehr nachgewiesen. Insgesamt ist das Wissen über diese Familie, die sich als erste „von Hanau“ nannte, nur sehr gering.

### Dorfelden
Um 1166/68 scheint ein Wechsel in der Herrschaft stattgefunden zu haben, denn nun tauchen unter den Herren von Hanau neue Leitnamen, vor allem Reinhard und Ulrich auf. Als Erbe tritt eine Adelsfamilie auf, die sich zunächst nach ihrer Stammburg Dorfelden benennt, aber auch mit dem Namen „Herren von Dorfelden-Hagenowe (Hanau)“ auftritt und sich ab 1191 nach der Burg Hanau benennt. Die Verwandtschaft zwischen diesen und dem ältesten genealogisch sicher mit der Familie derer von Hanau zu verbindenden Herren von Hanau, Reinhard I., ist nicht restlos geklärt.

### Hanau
| Name         | Lebensdaten   | Herrschaft           | Bemerkungen                                     |
| ------------ | ------------- | -------------------- | ----------------------------------------------- |
| Reinhard I.  | ca. 1225–1281 | ≈1243–1281           |                                                 |
| Ulrich I.    | ≈1250–1306    | 1281–1306            |                                                 |
| Ulrich II.   | 1280–1346     | 1306–1346            |                                                 |
| Ulrich III.  | 1310–1369/70  | 1346–1369/70         | Landvogt in der Wetterau                        |
| Ulrich IV.   | ≈1330–1380    | 1369/70–1380         |                                                 |
| Ulrich V.    | 1370–1419     | 1380–1404            | unter Vormundschaft: 1380–1388; abgesetzt: 1404 |
| Reinhard II. | 1369–1451     | 1404–1451            | 1429: Erhebung in den Grafenstand               |
| Johann       | ≈1377–1411    | Mitregent: 1404–1411 |                                                 |

≈ : Geburtsjahr unbekannt; angeführt ist das erste Jahr, in dem der Betreffende erstmals urkundlich erwähnt wird.

## Grafen

### Grafschaft Hanau (1)
| Name                    | Lebensdaten | Herrschaft | Bemerkungen                                                  |
| ----------------------- | ----------- | ---------- | ------------------------------------------------------------ |
| Reinhard II.            | 1369–1451   | 1404–1451  | 1429: Erhebung in den Grafenstand                            |
| Reinhard III.           | 1412–1452   | 1451–1452  |                                                              |
| Philipp I., der Jüngere | 1449–1500   | 1452–1458  | Unter Vormundschaft; 1458 wird die Grafschaft geteilt: s. u. |

Um in der Zeit nach der Landesteilung von 1458 die beiden Hanauer Grafschaften unterscheiden zu können, wurde der Teil, der von Graf Philipp I. (dem Älteren) regiert wurde, nach der Lichtenberger Erbschaft 1480 als Grafschaft Hanau-Lichtenberg bezeichnet. Zutreffend müsste Philipp I. (der Ältere) eigentlich bis dahin von Hanau-Babenhausen heißen. Das aber hat sich in der Literatur nie durchgesetzt. Für den Teil der Grafschaft, der von Graf Philipp I. (dem Jüngeren) regiert wurde, wird seit 1496 offiziell von der Grafschaft Hanau-Münzenberg gesprochen. Um die beiden Grafschaften und ihre Regenten in der Zeit zwischen 1458 und diesen Daten unterscheiden zu können, wird durchgängig ab 1458 von Grafschaft Hanau-Münzenberg und Grafschaft Hanau-Lichtenberg gesprochen.

### Grafschaft Hanau-Münzenberg
| Name                    | Lebensdaten | Herrschaft | Bemerkungen |
| ----------------------- | ----------- | ---------- | --- |
| Philipp I., der Jüngere | 1449–1500   | 1458–1500  | unter Vormundschaft: 1458–1467 |
| Reinhard IV.            | 1473–1512   | 1496–1512  | als Mitregent von 1496 bis 1500 |
| Philipp II.             | 1501–1529   | 1512–1529  | unter Vormundschaft: 1512–1523 |
| Philipp III.            | 1526–1561   | 1529–1561  | unter Vormundschaft: 1529–1552 |
| Philipp Ludwig I.       | 1553–1580   | 1561–1580  | unter Vormundschaft: 1561–1575 |
| Philipp Ludwig II.      | 1576–1612   | 1580–1612  | unter Vormundschaft: 1580–1596 |
| Philipp Moritz          | 1605–1638   | 1612–1638  | unter Vormundschaft: 1612 bis 6. August 1626 |
| Philipp Ludwig III.     | 1632–1641   | 1638–1641  | unter Vormundschaft: 1638–1641 |
| Johann Ernst            | 1613–1642   | 1641–1642  | aus der Seitenlinie: Hanau-Münzenberg-Schwarzenfels |
| Friedrich Casimir       | 1623–1685   | 1642–1685  | Aus der Linie Hanau-Lichtenberg |
| Philipp Reinhard        | 1664–1712   | 1685–1712  | Nach dem Tod seines Vorgängers, Friedrich Casimir, erbt er die Grafschaft Hanau-Münzenberg. Hanau-Lichtenberg fällt an seinen Bruder, Graf Johann Reinhard III. |

### Grafschaft Hanau-Lichtenberg

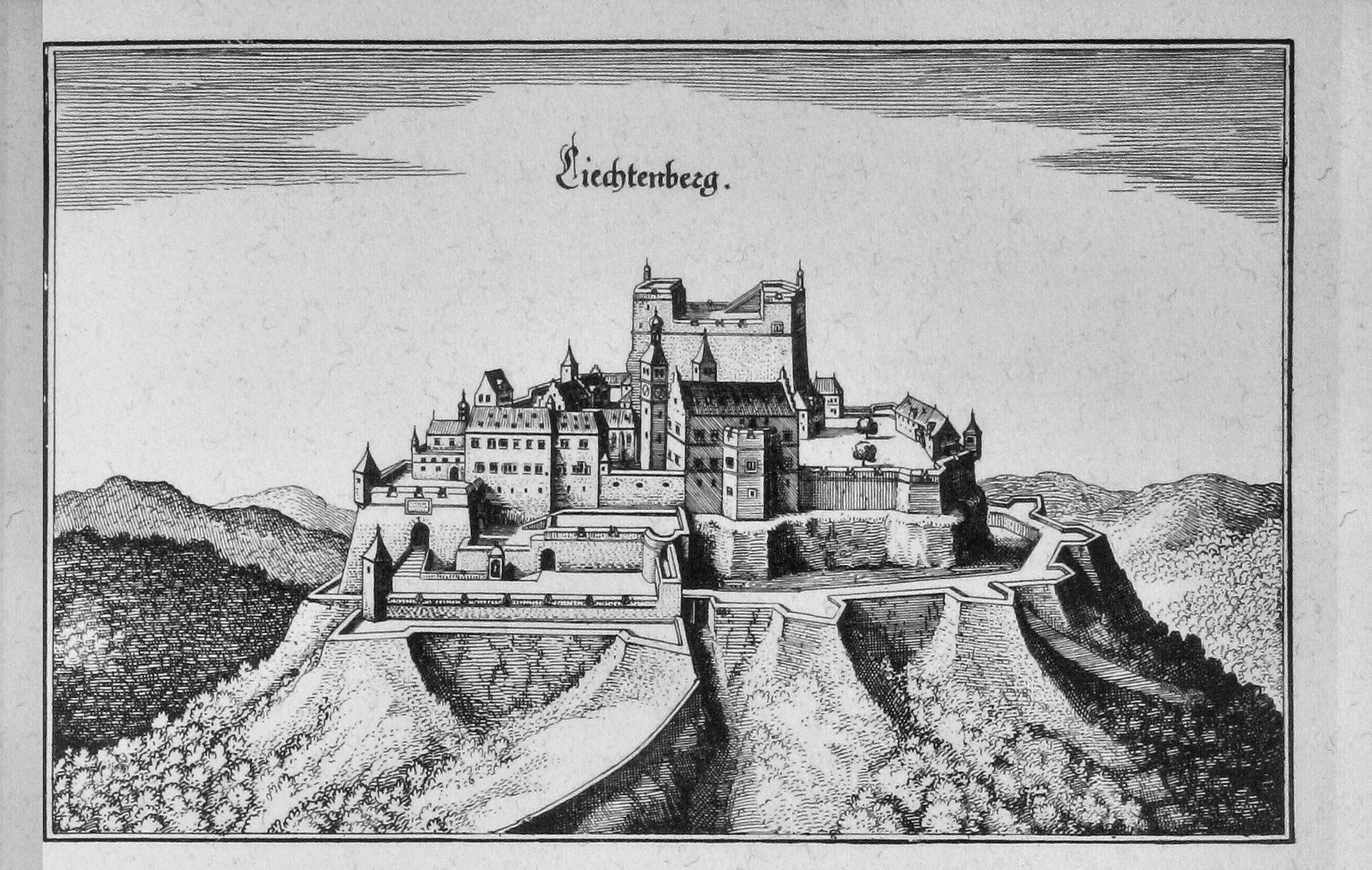
Burg Lichtenberg (Elsass) um 1663

| Name                   | Lebensdaten | Herrschaft   | Bemerkungen |
| ---------------------- | ----------- | ------------ | --- |
| Philipp I., der Ältere | 1417–1480   | 1458–1480    | Sohn von Reinhard II. |
| Philipp II.            | 1462–1504   | 1480–1504    | |
| Philipp III.           | 1482–1538   | 1504–1538    | |
| Philipp IV.            | 1514–1590   | 1538–1590    | |
| Philipp V.             | 1541–1599   | 1590–1599    | |
| Johann Reinhard I.     | 1569–1625   | 1599–1625    | |
| Philipp Wolfgang       | 1595–1641   | 1625–1641    | |
| Friedrich Casimir      | 1623–1685   | 1641–1680/85 | unter Vormundschaft: 1641–1647. Er erbt 1642 die Grafschaft Hanau-Münzenberg; damit sind die beiden Hanauer Grafschaften wieder vereint. 1680 bis 1685 muss er Agnaten an der Regierung beteiligen.                                              |
| Johann Reinhard III.   | 1665–1736   | 1685–1736    | Nach dem Tod seines Vorgängers erbt er zunächst die Grafschaft Hanau-Lichtenberg, sein Bruder, Graf Philipp Reinhard, den Hanau-Münzenberger Landesteil. Nach dessen Tod 1712 tritt er auch die Regierung in der Grafschaft Hanau-Münzenberg an. |

### Grafschaft Hanau (2)
| Name              | Lebensdaten | Herrschaft   | Bemerkungen |
| ----------------- | ----------- | ------------ | --- |
| Friedrich Casimir | 1623–1685   | 1642–1680/85 | unter Vormundschaft: 1641–1647: Seit 1641 Regent in der Grafschaft Hanau-Lichtenberg. 1642 erbt er die Grafschaft Hanau-Münzenberg; Damit sind die beiden Hanauer Grafschaften wieder vereinigt. 1680 bis 1685 muss er Agnaten an der Regierung beteiligen. |

Nach dem Tod des Grafen Friedrich Casimir wird die Grafschaft erneut in Hanau-Münzenberg (fällt an Graf Philipp Reinhard) und Hanau-Lichtenberg (fällt an Graf Johann Reinhard III.) geteilt. Siehe dazu oben.

### Grafschaft Hanau (3)
| Name                 | Lebensdaten | Herrschaft | Bemerkungen |
| -------------------- | ----------- | ---------- | --- |
| Johann Reinhard III. | 1665–1736   | 1712–1736  | Nach dem Tod seines Vorgängers erbt er zunächst die Grafschaft Hanau-Lichtenberg, sein Bruder, Graf Philipp Reinhard, den Hanau-Münzenberger Landesteil. Nach dessen Tod 1712 tritt er auch die Regierung in der Grafschaft Hanau-Münzenberg an. |

### Grafschaft Hanau-Münzenberg unter den Landgrafen von Hessen-Kassel
Die Landgrafen von Hessen-Kassel haben als Grafen von Hanau keine eigenständige Zählung. Angegeben sind hier nur ihre Regierungszeiten für die Grafschaft Hanau(-Münzenberg).
| Name                           | Lebensdaten | Herrschaft           | Bemerkungen |
| ------------------------------ | ----------- | -------------------- | --- |
| Friedrich                      | 1676–1751   | 1736                 | König von Schweden; tritt die Hanauer Erbschaft sofort an seinen jüngeren Bruder, Landgraf Wilhelm VIII., ab. |
| Wilhelm VIII.                  | 1682–1760   | 1736–1760            | |
| Wilhelm IX.                    | 1743–1821   | 1760–1806, 1813–1821 | 1760–1764 unter der Vormundschaft seiner Mutter, der Landgräfin Maria. Landgraf Friedrich II., Sohn von Wilhelm VIII. und Vater von Wilhelm IX., war aufgrund seines Übertritts zum katholischen Glauben durch die Assekurationsakte von dem Erbe der Grafschaft Hanau ausgeschlossen Seit 1803 führte Landgraf Wilhelm den Titel „Kurfürst“ und nannte sich Wilhelm I. |
| Französische Militärverwaltung |             | 1806–1810            | |
| Karl Theodor von Dalberg       | 1744–1817   | 1810–1813            | Großherzog des Großherzogtums Frankfurt, zu dem die Grafschaft Hanau(-Münzenberg) in diesem Zeitraum gehört. |
| Wilhelm II.                    | 1777–1847   | 1821–1831            | Er dankt nach der Revolutionskrise des Jahres 1830 faktisch zugunsten seines Sohnes ab. |
| Friedrich Wilhelm I.           | 1802–1875   | 1831–1866            | Der Kurstaat – und damit auch Hanau – werden nach dem Preußisch-Österreichischen Krieg 1866 von Preußen annektiert. |

### Grafschaft Hanau-Lichtenberg unter den Landgrafen Hessen-Darmstadt
Die Landgrafen von Hessen-Darmstadt haben als Grafen von Hanau keine eigenständige Zählung. Angegeben sind hier nur die Regierungszeiten für die Grafschaft Hanau(-Lichtenberg).
| Name         | Lebensdaten | Herrschaft | Bemerkungen |
| ------------ | ----------- | ---------- | --- |
| Ludwig VIII. | 1691–1768   | 1736–1768  | |
| Ludwig IX.   | 1719–1790   | 1768–1790  | |
| Ludwig X.    | 1753–1830   | seit 1790  | In den Kriegen der französischen Revolution gingen im Rahmen der anschließend stattfindenden „Flurbereinigungen“ der politischen Landkarte Deutschlands nahezu alle Gebiete Hanau-Lichtenbergs für Hessen-Darmstadt verloren. Lediglich das Amt Babenhausen verblieb beim Großherzogtum Hessen. |

## Fürsten von Hanau

### Herkunft
Kurfürst Friedrich Wilhelm I. von Hessen-Kassel heiratete – in nicht-ebenbürtiger Ehe – eine Bürgerliche, Gertrude Lehmann. Sie erhielt zunächst die Erhebung in den Adelsstand unter dem Namen Freifrau, später Gräfin von Schauenburg, nach einer im Mittelalter existierenden Grafschaft in Nordhessen, der Grafschaft Schauenburg (auch Schaumburg). Am 2. Juni 1853 verlieh der Kurfürst ihr und ihren Nachkommen aus der Ehe mit ihm den Titel „Fürst/in“ (als Erstgeburtstitel in künftiger männlicher Primogenitur) bzw. „Prinz/essin“ (für die Nachgeborenen) „von Hanau“. Die österreichische Anerkennung als Fürstin von Hanau zu Hořowice folgte am 6. März 1855. Die kurfürstlich-hessische Bestätigung vom 10. Juni 1862 von Titel und Namen für die Nachkommen seiner Söhne machte standesgemäße, d. h. mindestens gräfliche Abstammung der Ehepartnerin zur Voraussetzung und wurde von österreichischer Seite am 20. Januar 1877 anerkannt. In Böhmen schuf der Kurfürst für Fürstin Gertrude und ihre gemeinsamen Kinder einen Fideikommiss in Hořowice, der bis zur Enteignung durch die Beneš-Dekrete 1945 im Besitz der Familie blieb.
Die Familie lebte bis 1945 auf Schloss Hořovice in Böhmen und ab 1941 bis heute auf Schloss Meiselberg in Kärnten.
| Name               | Lebensdaten | Träger des Titels | Bemerkungen                                                                                                |
| ------------------ | ----------- | ----------------- | --- |
| Gertrude von Hanau | 1803–1882   | 1853–1882         | verheiratete und geschiedene Lehmann; Baronin, später Gräfin von Schaumburg; Fürstin von Hanau zu Hořowice |
| Moritz             | 1834–1889   | 1853–1889         | |
| Wilhelm            | 1836–1902   | 1889–1902         | erwarb den Titel mit dem Tod seines älteren Bruders                                                        |
| Karl               | 1840–1905   | 1902–1905         | erwarb den Titel mit dem Tod seines älteren Bruders                                                        |
| Heinrich           | 1842–1917   | 1905–1917         | erwarb den Titel mit dem Tod seines älteren Bruders                                                        |

### Chefs des Hauses Hanau nach 1919
| Name                               | Lebensdaten | Chef des Hauses | Bemerkungen                         |
| ---------------------------------- | ----------- | --------------- | ----------------------------------- |
| Heinrich (II.) von Hanau-Hořovice  | 1900–1971   | 1922–1971       | Sohn des Friedrich August von Hanau |
| Heinrich (III.) von Hanau-Hořovice | 1923–1998   | 1971–1998       |                                     |
| Philipp von Hanau-Hořovice         | 1959–       | 1998–           |                                     |

### Wappen der Fürsten von Hanau

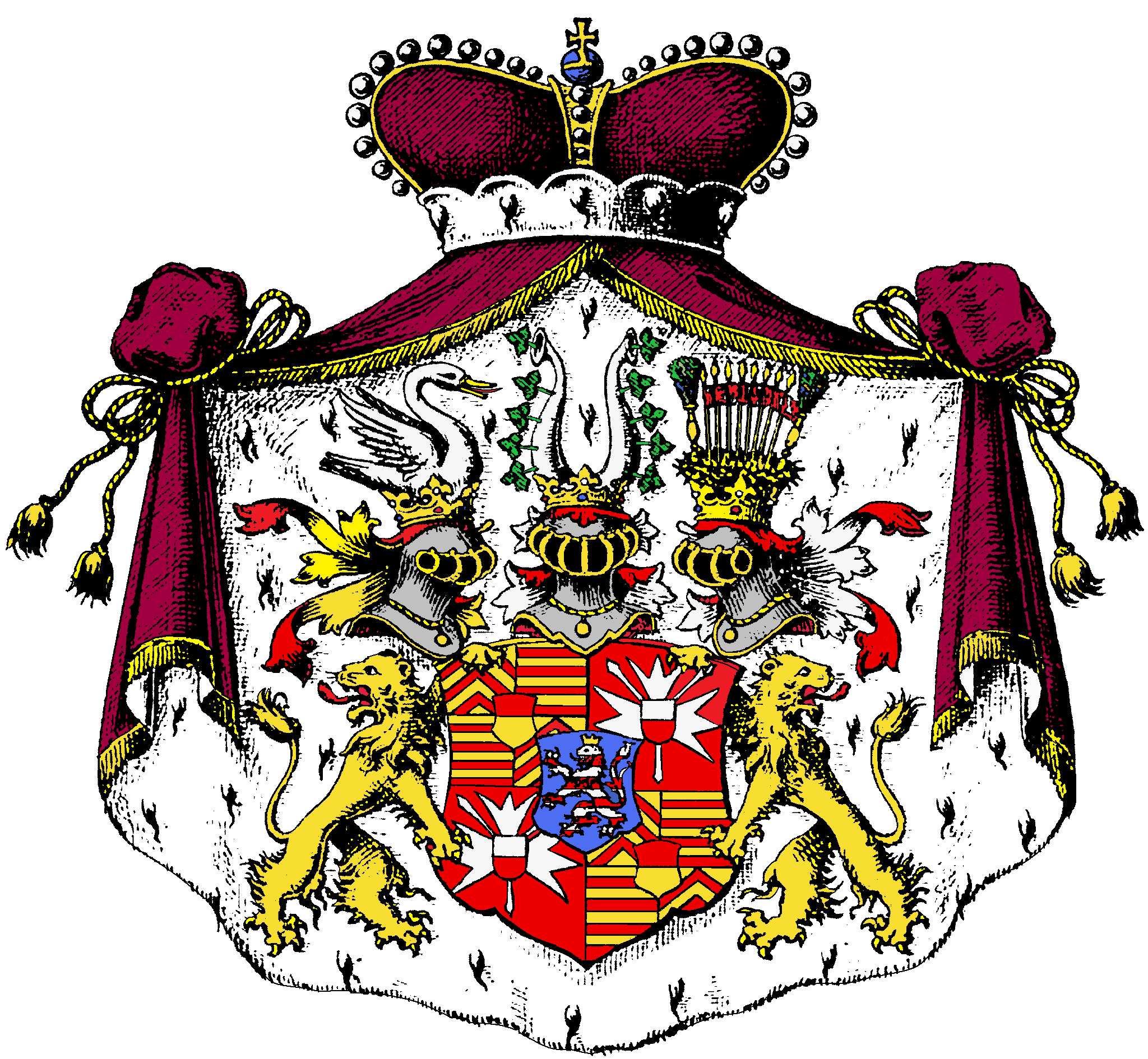
Das Wappen der Fürsten von Hanau, Grafen von Schaumburg

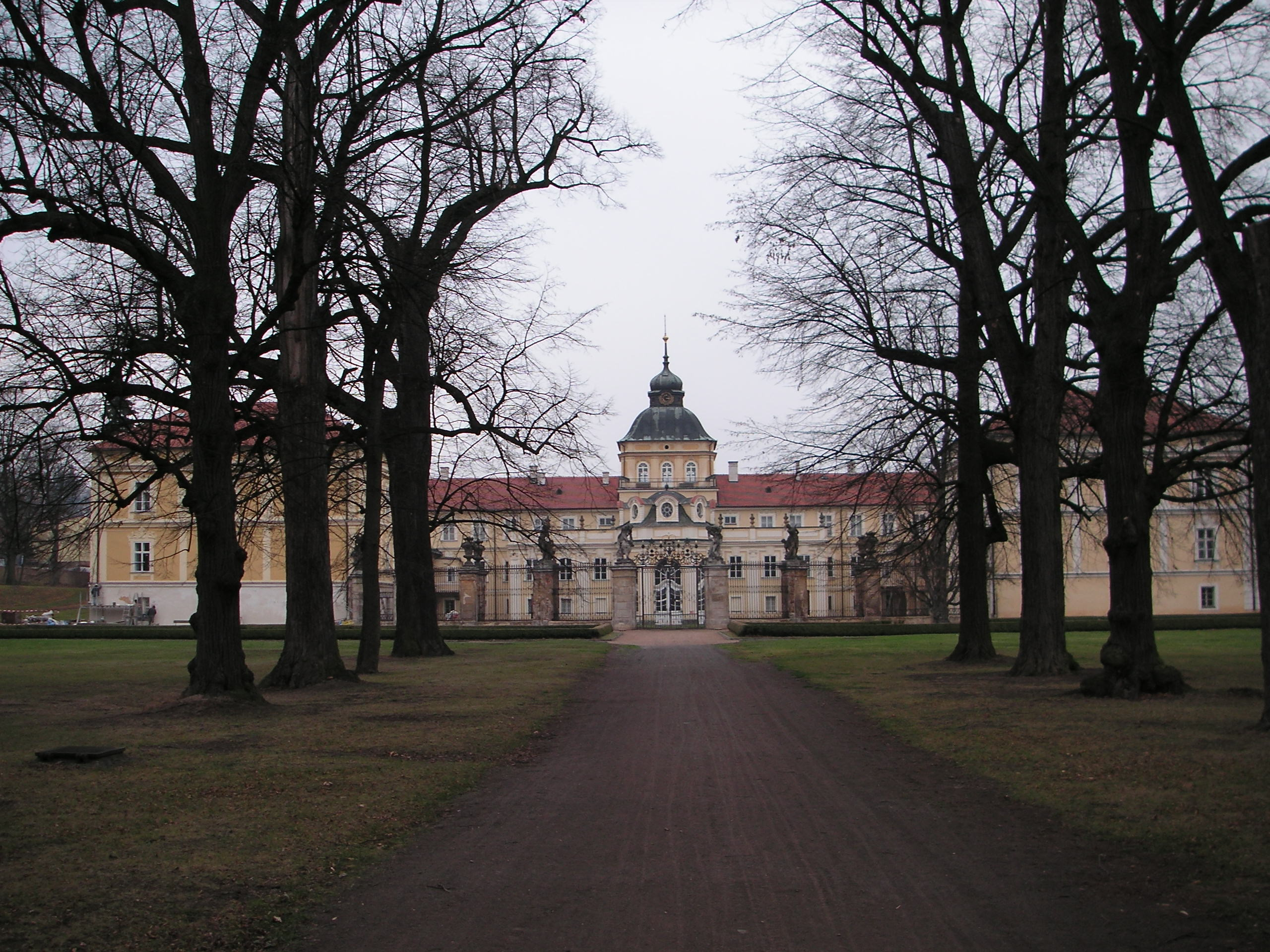
Schloss Hořovice, Böhmen

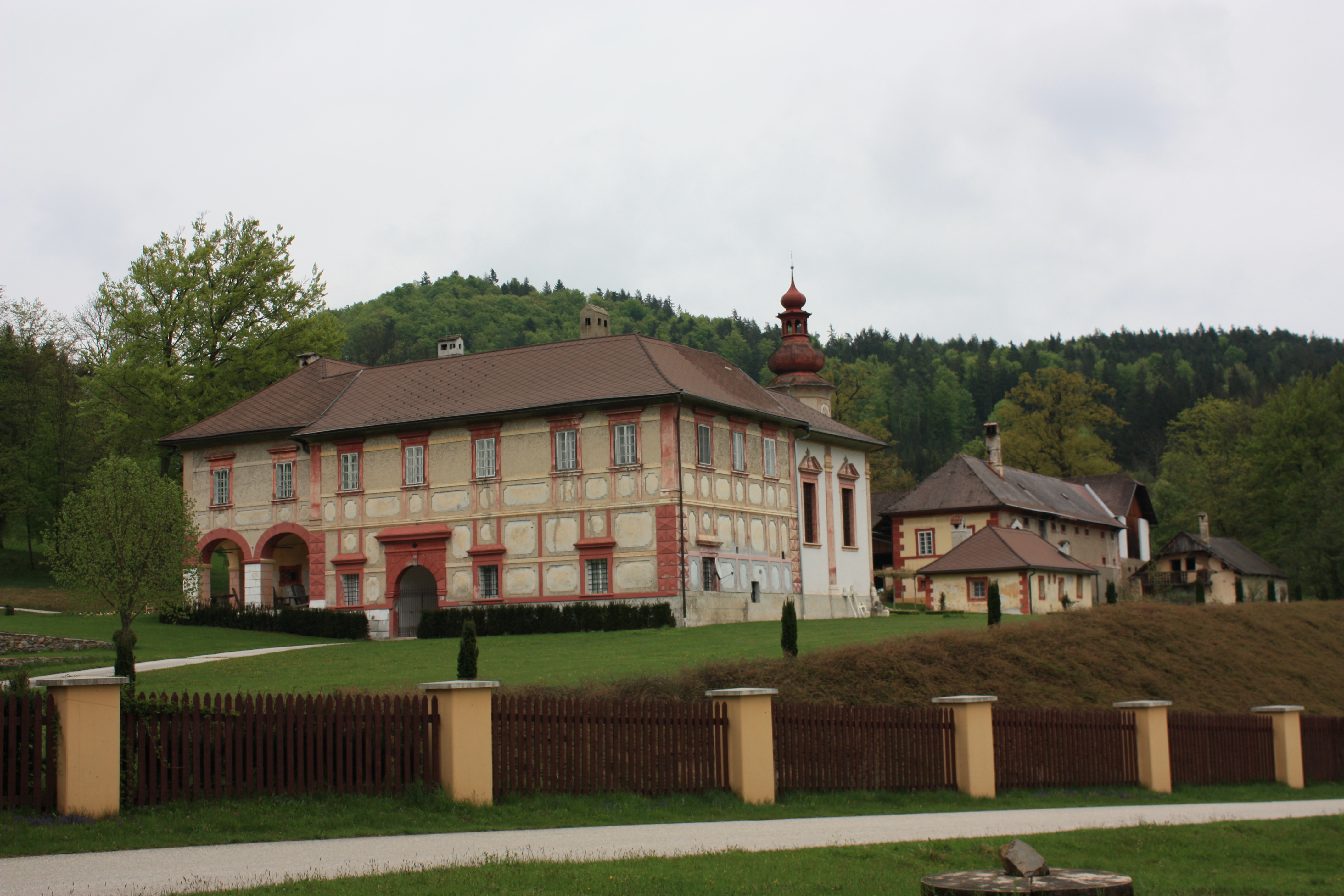
Schloss Meiselberg, Kärnten

Das Wappen der Fürsten von Hanau zu Hořowice, Grafen von Schaumburg, zeigt einen gevierten Schild mit einem Herzschild belegt. Im Herzschild erscheint der hessische Löwe (ohne Schwert).
Im ersten und vierten Quartier erscheint das Wappen des Fürstentums Hanau:
Ein geviertes Feld, welches mit einem Herzschild belegt ist. Der Mittelschild ist von Rot
über Gold geteilt (Herrschaft Münzenberg). Das erste und vierte Quartier zeigt in Gold drei
rote Sparren übereinander (Grafschaft Hanau), das zweite und dritte Quartier ist achtfach
von Rot und Gold quer gestreift (Grafschaft Rieneck).
Im zweiten und dritten Quartier erscheint das Wappen der Grafschaft Schaumburg:
In Rot ein von Silber über Rot quergeteiltes Schildchen, umgeben von einem silbernen Zackenrand (Nesselblatt).
Der Schild trägt drei Helme. Der mittlere mit rechts blau-silberner, links rot-silberner Decke zeigt zwei silberne, aus der Helmkrone wachsende Büffelhörner, außen mit je fünf grünen Lindenzweigen besteckt (Hessen). Der rechtsseitige Helm mit rot-goldener Decke trägt als Kleinod einen aus der Helmkrone wachsenden flugbereiten, silbernen Schwan mit schwarzem Schnabel (Hanau, ebenso Rieneck). Der linksseitige Helm (Schaumburg) mit rot-silberner Decke trägt eine goldene Dornenkrone, aus der zwischen zwei goldgestielten Pfauenwedeln sich sieben goldene Lanzen mit roten Fähnchen erheben. Die Fähnchen zeigen das Wappen von Schaumburg.
Als Schildhalter dienen zwei (fürstlich gekrönte), rückschauende, goldene Löwen. Das Ganze ist unter einem Purpurmantel angebracht, der aus einem Fürstenhut herabfällt.

### Stammliste der Fürsten von Hanau-Hořovice
- Stammliste des Hauses Hanau-Hořovice